# 拉博姆科尔尼亚讷
拉博姆科尔尼亚讷（法語：La Baume-Cornillane，法語發音：[la bom kɔʁnijan]）是法国德龙省的一个市镇，属于瓦朗斯区。

## 地理
拉博姆科尔尼亚讷（44°49'25"N, 5°2'25"E）面积14.42 平方千米，位于法国奥弗涅-罗讷-阿尔卑斯大区德龙省，该省份为法国东南部内陆省份，北起顺时针与伊泽尔省、上阿尔卑斯省、上普罗旺斯阿尔卑斯省、沃克吕兹省和阿尔代什省接壤。
与拉博姆科尔尼亚讷接壤的市镇（或旧市镇、城区）包括：孔博万、日戈尔和洛兹龙、蒙梅朗、蒙旺德尔、乌尔什。

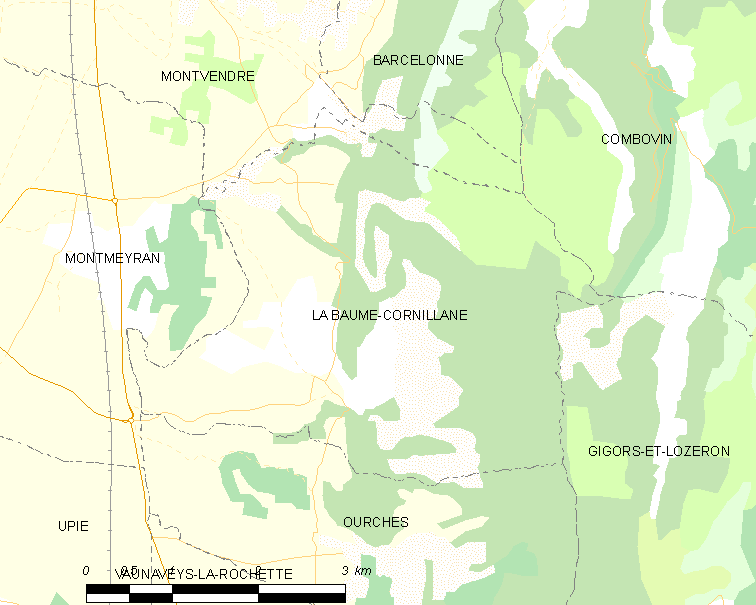
拉博姆科尔尼亚讷的OSM定位图

拉博姆科尔尼亚讷的时区为UTC+01:00、UTC+02:00（夏令时）。

## 行政
拉博姆科尔尼亚讷的邮政编码为26120，INSEE市镇编码为26032。

## 政治
拉博姆科尔尼亚讷所属的省级选区为克雷县。

## 人口

1962-2008年间拉博姆科尔尼亚讷人口变化图示

拉博姆科尔尼亚讷于2022年1月1日时的人口数量为452人。